# 上平梅径
上平 梅径（うえひら ばいけい、本名：上平 達義1964年6月28日 - ）は大阪府泉佐野市出身の書道家。

## 人物
青霄書法会の代表として活動している。
「文字を書くことが好き」であることから、この道に入ったが書くだけに留まらず他業種とのコラボレーションやライブイベントを行い新たな道を開拓している。
最近ではライブ書道のパイオニアとして新聞紙上で紹介されるなど書の世界を広め、書道の魅力を広めたいと日々精進を続ける書道家である。

## 経歴(『上平梅径のホームページ』より抜粋)

### 幼少から高校
書が好きで6歳から高校まで書道塾に通っていた。

### 18才の頃
勉強嫌いであったが高校は進学校に進む。ロックバンドのボーカルを担当しライブ活動を行った。

### 大学受験
「絶対入れる」と豪語するも、二浪する。

### 19歳の春
東京の日本書道専門学校へ進む。
そして中国書道史・日本書道史・日本文学・碑法帖解議等など実技と併せて数々の知らなかった事柄を学ぶ。

### 22歳
書道用品店へ就職。

### 22歳～29歳
8年間ほど関西の一流の書道団体に身をおく。

### 29歳
今まで学んだことをベースに自分が主宰する書道団体を設立。青霄で“せいしょう”と読み雲ひとつない青空を意味する。
教室を展開していき。2011年現在では、生徒数は、一般・学生を合わせて約1,500名である。

## 書暦・活動（一部）

### アート書道（ライブイベント、ワークショップ等）
- 1997年 - 梅田スカイビル『空中庭園』にてCBインターナショナルフラワーカレッジの講師の方々との書と花の融合展“書花燦爛”を企画。
- 1998年 - 菊正宗「一」のCM揮毫
- 1998年 - 今度の写真は『自然（大宇宙・花）』でそれらを見てイメージした言葉を書作品で表現、山野の写真並びに加工技術が素晴らしいと賞賛を受けてポストカードとしても販売される。
- 2000年 - 大阪後楽園ホテルにて扇子に揮毫
- 2000年 - 吉本興業ワッハ上方にて松旭斎小天正師ライブでゲスト出演
- 2000年 - 神戸客船コンチェルトにて『神戸レクイエム』（岡本真穂：作詩）を揮毫。その後淡路島、北淡町震災記念館にて収蔵展示される。
- 2001年 - テレビ大阪「素敵なふる里夢探訪出演」
- 2002年 - 梅田大丸百貨店で書のライブステージ「花の色は移りにけりな…」
- 2002年 - 梅田大丸百貨店で書のライブステージ「夢」
- 2005年 - 京橋、太閤園にてゲスト出演（久保さんとのジョイントライブ）
- 2005年 - 大阪市立美術館にて古典臨書作品の展示。
- 2006年1月 - ABCのお笑い新人グランプリのオープニングCGに上平梅径の揮毫した毛筆文字が登場。
- 2006年2月 - 深夜番組にて番組タイトルを揮毫。
- 2007年 - 「あんたかっこええな」「好きなだけやり」と某CMの筆文字に登場。
- 2007年 - スカパの269チャンネルのアーティストスペシャルという番組のオープニングのタイトル文字『響』を揮毫。
- 2008年10月 - 吹田メイシアターにて三味線談義師・市川聖山さんとのコラボライブ書道。
- 2008年12月 - 大阪船場郵便局にて年賀状イベントでライブ書道を披露。
- 2009年1月 - 京都の私のしごと館にて和太鼓とのダイナミックなコラボライブ書道を披露
- 2009年2月 - 心斎橋できもの小大丸の展示会にて・・・ライブ書道&色紙揮毫
- 2009年4月 - 御影で弓弦羽神社の花びら祭りにてライブ書道。
- 2009年 - 「OSAKA City net work」「大阪市営交通沿線ライフマガジン」「フリーペーパープラスルミノより青霄書法会」取材依頼
- 2010年5月 - 東京帝国ホテル、1000人のタウンミーティングにてオープニングライブ書道を披露
- 2010年11月 - 京都市国際交流会館にて書作品展示＆ライブ書道
- 2011年1月 - 中国上海花園飯店にてライブ書道
- 2012年1月 - 東証二部上場披露祝賀会　ライブ揮毫
- 2012年1月 - 関西テレビ系列「雨上がり食楽部」ゲスト出演
- 2012年4月 - 御影　弓弦羽（ゆづるは）神社「はなびら祭」親子共演書道ライブ
- 2013年4月 - 台湾、嘉儀市にて二胡・三味線と書とのコラボライブ
- 2013年7月 - ロス～グランドキャニオン横断、書で世界をひとつにプロジェクト
- 2013年12月 - タイ、バンコクにて三味線・日舞書とのコラボライブ書道
- 2014年2月 - ハワイのホノルルでのライブ、サンフランシスコのイスラム文化会館にてワークショップとライブ書道
- 2014年7月 - ヨーロッパ、イタリア、モナコ、スイス、オーストラリアを巡り、フランスのジャパン・エキスポで親子3人でワークショップとライブ書道
- 2015年1月 - インドネシアツアー・パダン、パリアマン、ジャカルタでライブ書道・大学や高校にて講演
- 2015年3月 - 高野山・福智院にて襖奉納揮毫
- 2016年1月 - 高野山・地蔵寺に題字寄贈
- 2016年4月 - 台湾・台北にてライブ&ワークショップ
- 2016年5月 - つくがG7のレセプションパーティにてライブ書道

### アート書道（コラボレーション）
- 1998年 - 菊正宗「一」のCM揮毫
- 1999年 - WTCコスモタワービルにてフラメンコギターの吉川二郎と書とのライブ
- 2001年 - 宝塚ホテルにてジャズとの共演「夢遥か 愛永遠 寿」
- 2002年 - 神戸「御影弓弦羽神社」で開催された石笛とのコラボレーション。
- 2002年 - 吉本興業ワッハ上方にて三味線・パーカッション、そしてダンスとのコラボレーション。
- 2003年 - 神戸「御影弓弦羽神社」で催された尺八・シタールとのジョイントライブ
- 2003年 - 映像と音楽と書のコラボレーションライブ書のライブ揮毫曲「風雪炎舞」を発表。
- 2004年 - 大阪吹田市メイシアターにて市川聖山の三味線談議に合わせ揮毫。
- 2006年2月 - 西宮・芸術文化ホールにて市川聖山のこけら落としコンサートで揮毫。
- 2006年 - ウエスティン淡路ホテルにて和太鼓の演奏に引き続いてお正月のご挨拶を揮毫
- 2006年 - 神戸ホテルにてクラリネット奏者の針山と夢の共演
- 2006年 - 吹田メイシアター大ホールにて市川聖山とコラボレーション。
- 2006年 - MBS報道スタジオの報道特番の番組タイトルを津軽三味線の久保比呂誌の演奏にあわせて 特大の筆にて『Voice』と揮毫。
- 2007年 - NHKのTV番組『もっともっと関西』にて出演しライブ書を披露。
- 2007年 - YTVの報道番組「ニューススクランブル」にて横須賀キャスターに書道ライブの指導。
- 2008年 - NHK『ニューステラス』に生出演ライブアート書道を披露。
- 2008年 - 関西TV『ニュースアンカー』に生出演しライブ書道を披露。
- 2008年 - ABCTV『おはようコールABC』に出演。
- 2008年 - 「阪急三番街のバーゲン」TVコマーシャルにてモデルが持っている文字を揮毫。
- 2009年 - 関西TVの美向上計画に年賀状の美しい書き方を指導
- 2009年 - MBSラジオ『ええなぁ』 の上泉雄一が梅田教室で名前や年賀状の書き方をお稽古。
- 2010年 - TVの「きらきらアフロ」にて松嶋尚美の毛筆大作揮毫協力
- 2010年 - オール阪神にTVCMの毛筆文字の指導アドバイスを廣斉堂スタジオにて
- 2010年 - TVCMタイガー「土で炊く」作品揮毫
- 2013年12月 - 日本テレビ「スッキリ!!」にてレディー・ガガと共演・コラボ作品完成。
- 2014年 - TV東京「ビジネスワールドサテライト」に登場。